# سامانه مرجع مکانی
سامانه مرجع مکانی (SRS) (انگلیسی: Spatial reference system) یا سامانه مرجع مختصاتی (CRS) (انگلیسی: coordinate reference system) یک دستگاه مختصات محلی، منطقه‌ای یا جهانی است که برای تعیین موقعیت جغرافیایی پدیده‌ها مورد استفاده قرار می‌گیرد. سامانه مرجع مکانی یک عملیات ترسیم نقشه خاص و تبدیل بین انواع سامانه‌های مرجع مکانی را تعریف می‌کند. سامانه‌های مرجع مکانی توسط چندین سامانه اطلاعات جغرافیایی استاندارد پشتیبانی می‌شود. همچنین این سامانه‌ها از اعداد و کدهای SRID که شامل کدهای EPSG ارائه شده توسط انجمن بین‌المللی تولیدکنندگان نفت و گاز است نیز استفاده می‌کنند.